# Orelec (gromada)
Orelec – dawna gromada, czyli najmniejsza jednostka podziału terytorialnego Polskiej Rzeczypospolitej Ludowej w latach 1954–1972.
Gromady, z gromadzkimi radami narodowymi (GRN) jako organami władzy najniższego stopnia na wsi, funkcjonowały od reformy reorganizującej administrację wiejską przeprowadzonej jesienią 1954 do momentu ich zniesienia z dniem 1 stycznia 1973, tym samym wypierając organizację gminną w latach 1954–1972.
Gromadę Orelec z siedzibą GRN w Orelcu utworzono – jako jedną z 8759 gromad na obszarze Polski – w powiecie leskim w woj. rzeszowskim na mocy uchwały nr 25/54 WRN w Rzeszowie z dnia 5 października 1954. W skład jednostki weszły obszary dotychczasowych gromad Orelec, Bóbrka, Zabrodzie i Bereźnica Niżna ze zniesionej gminy Olszanica w tymże powiecie. Dla gromady ustalono 9 członków gromadzkiej rady narodowej.
1 stycznia 1960 gromadę zniesiono, włączając jej obszar do gromady Uherce Mineralne w tymże powiecie.